# Dengeki Comics
Dengeki Comics (電撃コミックス, Dengeki Komikkusu) est un label de publication de manga affilié à la société d'édition japonaise ASCII Media Works (anciennement MediaWorks) et s'adresse à un public masculin. Mis à part le label principal Dengeki Comics, il existe l'étiquette Dengeki Comics EX associée qui publie un nombre moindre de volumes de manga. Une grande partie du manga publié sous Dengeki Comics a été initialement sérialisé dans le magazine manga Dengeki Daioh.

## Mangas édités

### Dengeki Comics
- A.D. Police
- Ano Natsu de Matteru
- Advance of Z
- Banner of the Stars
- Betterman
- Blood Alone
- Blue Drop
- Boogiepop Dual: Losers' Circus
- Bubblegum Crisis
- Chōjō Kidō Siren
- Chōkankaku Anal Man
- Comic Party
- Clannad
- Crest of the Stars
- D4 Princess
- Dejibara
- Doki Doki Time Toraburaa
- Doll Master
- Double Breed
- Ef: A Fairy Tale of the Two
- Engeki Shōjo Inochi
- Fafner of the Azure
- Figure 17
- Futakoi alternative
- G-On Riders
- Gakuen Utopia Manabi Straight!
- Gokudo
- Gunparade March
- Gunslinger Girl
- Happy Lesson
- Hayate X Blade
- Himawari Jigoku
- Himeyaka Himesama
- Houkago Play
- Infinite Ryvius
- Kagihime Monogatari Eikyū Alice Rondo
- Kamichu!
- Kanon
- Kashimashi ~Girl Meets Girl~
- Koharubiyori
- Kurogane Communication
- Kyōhaku Dog's
- Lunch Box
- Magical Play
- Maniac Road
- Marriage Royale
- Mobile Suit Gundam
- Mobile Suit Gundam 0079
- Mobile Suit Gundam 0083: Stardust Memory
- Mobile Suit Gundam Moon Crisis
- Mobile Suit Gundam MS Generation
- Mobile Suit Gundam Reon
- Mobile Suit Gundam Silhouette Formula 91
- MS Military History: Mobile Suit Gundam 0079 Supplementary Biography
- New MS Militar History: Mobile Suit Gundam 0079 Collected Short Stories
- Side Story of Gundam Z
- Murcurius Pretty
- Murder Princess
- Muv-Luv
- Muv-Luv Unlimited
- Na Na Na Na
- Otome wa Boku ni Koishiteru
- Please Teacher!
- Please Twins!
- Pretty Manizu
- Prism Ark
- Raimuiro Senkitan
- Renkin 3-kyū Magical ? Pokān
- Root Neko Neko
- Scape-God
- Shakugan no Shana
- Sister Princess Repure
- Sola
- Starship Operators
- Stellvia of the Universe
- Strawberry Marshmallow
- Strawberry Panic!
- Super Robot Wars
- Tengen Toppa Gurren Lagann
- Ticktack Gangan
- Train+Train
- To Heart 2
- To Heart
- To Heart: Remember My Memories
- Tsukihime
- Uchūjin Plume
- Uta Kata
- Watashitachi no Tamura-kun
- Yagate kimi ni naru
- Yoake mae yori ruri iro na
- Yotsuba&!
- Yume Mitai na Hoshi Mitai na
- Yumeria

### Dengeki Comics EX
- Angel Foyson
- Azumanga Daioh
- Chronos Haze
- Dark Whisper
- Dragon Knight 4
- Godannar
- God Eater 2
- Gun Driver
- Gunbare! Game Tengoku
- Gunparade March
- Hexamoon Guardians
- Ichigeki Sacchu!! HoiHoi-san
- Iono-sama Fanatics
- Iguna Cross Reigōeki
- Kamikirimushi
- Kanna
- Kokoro Library
- Komorebi Namikimichi
- Kura Kura
- Lady Faust
- Little Busters!
- Lythtis
- Momoe Scythe
- Maromayu
- Murcurius Pretty
- Natural
- Ninin Ga Shinobuden
- Nīto kunoichi to naze ka dōsei hajimemashita
- Nocturne
- Pure Marioneeshon
- Ryūsei Suzumeshi Kirara Star
- Sekigan Jū Mission
- Senki to Kajitsu
- Sister Red
- Stratos 4
- The King of Braves GaoGaiGar
- Tsukigime Happy Apartment
- Ubunchu!
- Yoiyami Gentō Sōshi
- Yūkyū Mokushiroku Eidoronjadoo
- Yuri Seijin Naokosan
- Zegapain